# Danh sách vườn quốc gia tại New Zealand

Bản đồ của New Zealand với các vườn quốc gia được đánh dấu màu xanh lá cây.

Vườn quốc gia của New Zealand là 14 khu bảo tồn được quản lý bởi Cục Bảo tồn. "vì lợi ích, sử dụng và hưởng thụ của công chúng". Đây là những địa điểm du lịch nổi tiếng, ba phần mười khách du lịch khi tới đây ít nhất đã ghé thăm ít nhất một vườn quốc gia trong thời gian ở New Zealand. Hầu hết các vườn quốc gia đều là các cảnh quan đẹp nhất của New Zealand, các vườn quốc gia đầu tiên thành lập tất cả tập trung vào phong cảnh núi non. Từ những năm 1980, vườn quốc gia đã có sự đa dạng hơn về cảnh quan. bao gồm cả các vườn quốc gia mang tính văn hóa, lịch sử. Vườn quốc gia Tongariro là vườn quốc gia đặc biệt, và cũng là một trong 31 di sản hỗn hợp khi nơi đây mang cả giá trị ý nghĩa về văn hóa lẫn thiên nhiên, còn Te Wahipounamu cũng là một di sản thiên nhiên thế giới bao gồm 4 vườn quốc gia của New Zealand.
Đạo luật Vườn quốc gia năm 1980 được ban hành để hệ thống hóa các mục đích, quản lý và lựa chọn các vườn quốc gia. Nó bắt đầu bằng việc thiết lập các định nghĩa của một vườn quốc gia.
Đạo luật này còn nói rõ rằng, công chúng sẽ có quyền tự do truy cập vào các vườn quốc gia, mặc dù điều này phụ thuộc vào các hạn chế để đảm bảo việc bảo tồn các loài cây bản địa, động vật và các ý nghĩa phúc lợi nói chung. Truy cập vào khu vực bảo vệ đặc biệt (550 km ²) theo giấy phép. Theo Đạo luật, các vườn quốc gia sẽ được duy trì trong trạng thái tự nhiên càng nhiều càng tốt để giữ được giá trị như là khu bảo tồn đất, nước và rừng. Thực vật bản địa và động vật được bảo tồn và cho du khách chiêm ngưỡng tại các khu vực sinh thái mà chúng sinh sống mà không can thiệp vào để đảm bảo tính hoang dã tự nhiên. Việc sinh hoạt của các nhà nghiên cứu chỉ là những túp lều được giới hạn ở ngoài khu vực bảo tồn, chỉ có các công cụ được sử dụng để kiểm soát động vật hoang dã hoặc nghiên cứu khoa học mới được đem vào trong vườn quốc gia.
Dưới đây là danh sách các vườn quốc gia tại New Zealand đã được thành lập và được quản lý theo đạo luật 1980.

## Danh sách

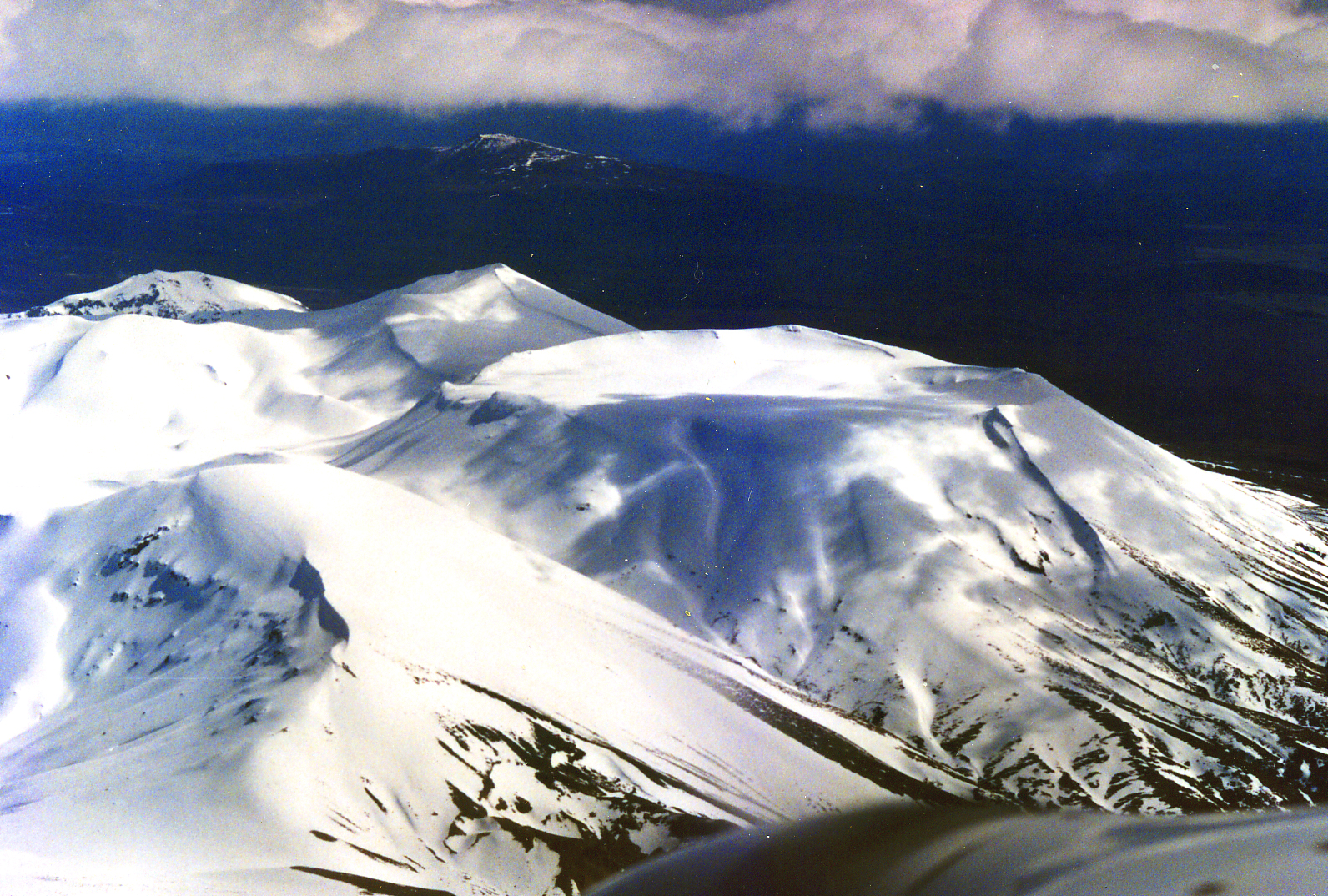
Núi Tongariro vào mùa đông, Vườn quốc gia Tongariro.

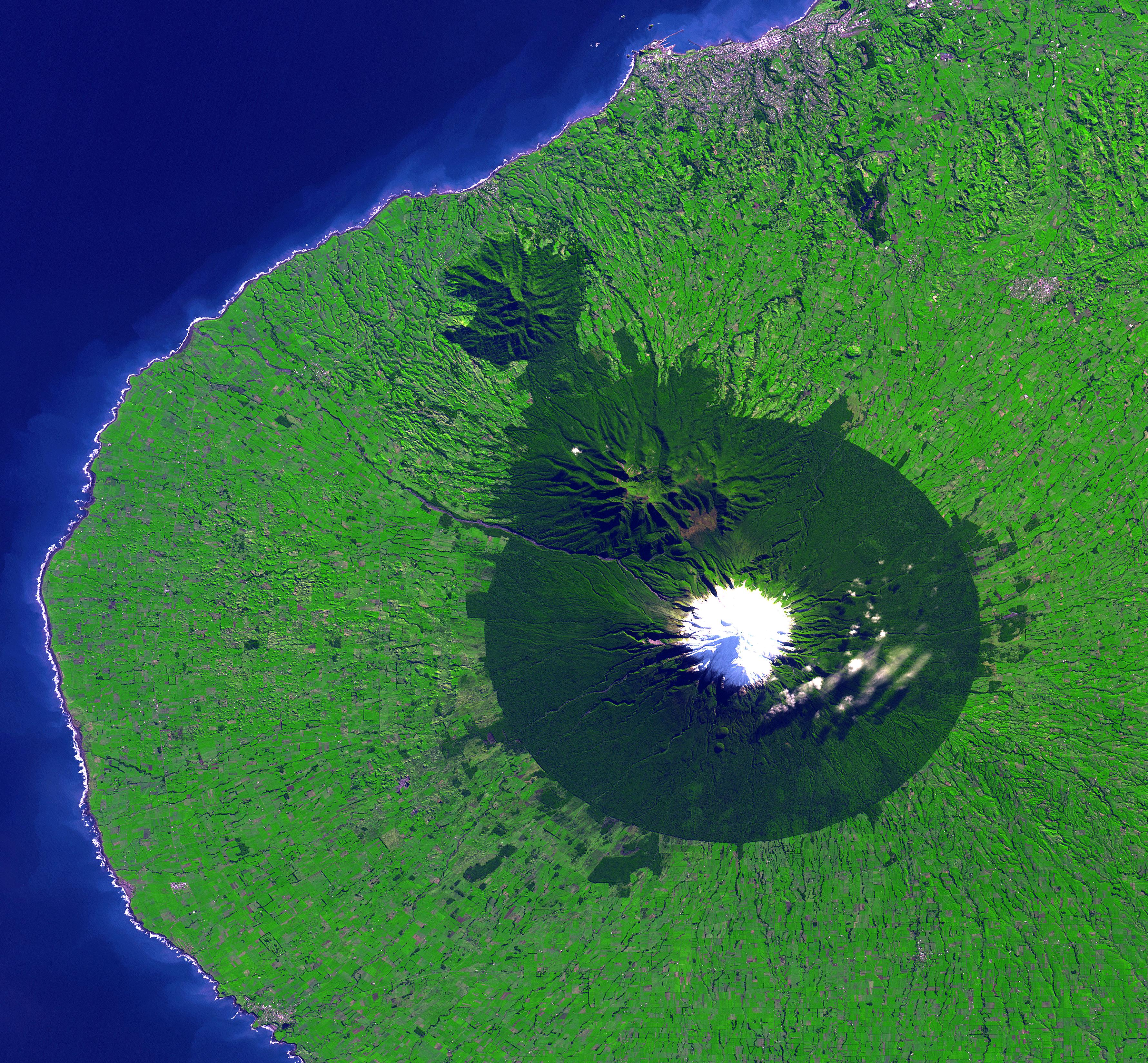
Hình ảnh vệ tinh của Vườn quốc gia Egmont (khu vực rừng).

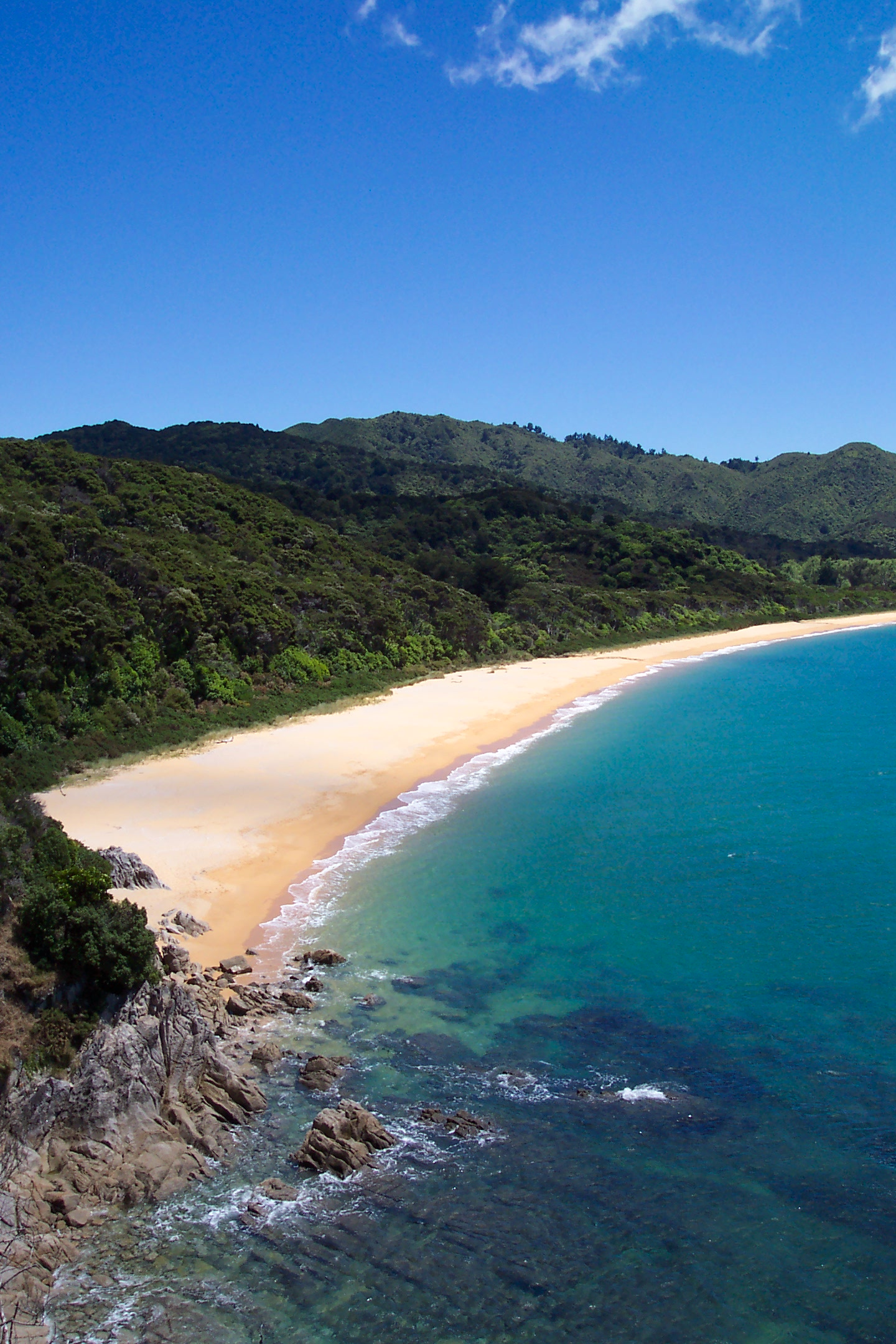
Bãi biển Totaranui, Vườn quốc gia Abel Tasman.

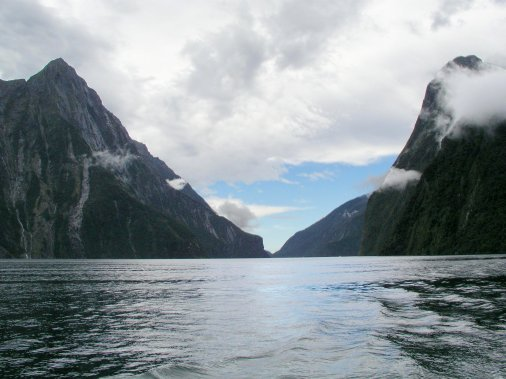
Khám phá Milford Sound, vịnh hẹp nổi tiếng nhất ở Vườn quốc gia Fiordland.

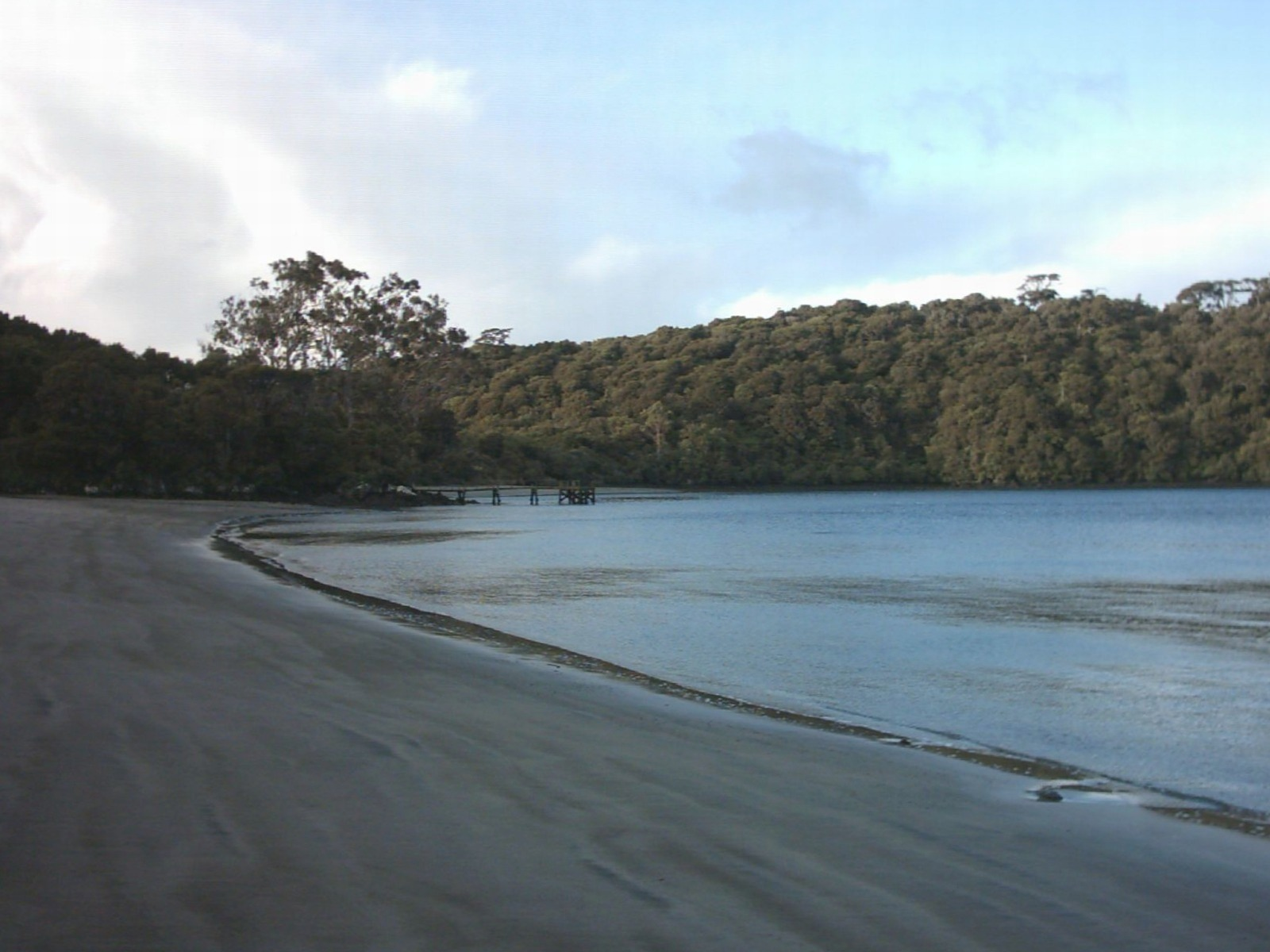
Đảo Stewart, Vườn quốc gia Rakiura.

| Vườn quốc gia                       | Diện tích  | Thành lập                           | Tọa độ                                        | Mô tả |
| ----------------------------------- | ---------- | ----------------------------------- | --------------------------------------------- | --- |
| Vườn quốc gia Te Urewera            | 2.127 km²  | 1954 (loại khỏi danh sách năm 2014) | 38°45′N 117°9′Đ / 38,75°N 117,15°Đ            | Cùng với Lâm viên Whirinaki ngay gần đó, Te Urewera là khu vực lớn nhất trong số những khu vực còn lại của những cánh rừng tự nhiên ở đảo Bắc. Hồ Waikaremoana cùng khu vực bờ biển trong vườn quốc gia là những cảnh quan vô cùng hấp dẫn. Vào năm 2014, những người Tuhoe đã thắng kiện và giành lại nhiều hơn phần kiểm soát Te Urewera, và theo Đạo Luật Te Urewera-Tūhoe năm 2014, đây không còn là một vườn quốc gia của New Zealand nữa. |
| Vườn quốc gia Tongariro*            | 796 km²    | 1887                                | 39°12′N 175°35′Đ / 39,2°N 175,583°Đ           | Đây là vườn quốc gia đầu tiên của New Zealand, được công nhận là một trong số 31 Di sản thế giới mang cả hai giá trị tự nhiên và văn hóa nổi bật. Là nơi đăng quang của vị vua của người Maori Te Heuheu Tūkino IV, vườn quốc gia bao gồm một số địa điểm thiêng liêng của Maori cùng giá trị thiên nhiên khi nơi đây là một trong những nơi có hoạt động địa chất mạnh với ba núi lửa vẫn đang hoạt động, Ruapehu, Ngauruhoe và Tongariro.     |
| Vườn quốc gia Egmont                | 335 km²    | 1900                                | 39°16′N 174°6′Đ / 39,267°N 174,1°Đ            | Vườn quốc gia có bán kính 9 km quanh Núi Taranaki/Egmont và một số khu vực xa xôi hẻo lánh ở phía bắc. Đây là một ngọn núi lửa hình nón đối xứng và đã không còn hoạt động. |
| Vườn quốc gia Whanganui             | 742 km²    | 1986                                | 39°35′N 175°5′Đ / 39,583°N 175,083°Đ          | Giáp với sông Whanganui, kết hợp với các khu vực đất Hoàng gia, lâm trường quốc doanh và một số khu bảo tồn cũ tạo thành. |
| Vườn quốc gia Abel Tasman           | 225 km²    | 1942                                | 40°50′N 172°54′Đ / 40,833°N 172,9°Đ           | Vườn quốc gia nhỏ nhất, địa điểm du lịch phổ biến này có rất nhiều cửa hút gió thủy triều và những bãi biển cát vàng dọc theo bờ vịnh Tasman. Abel Tasman như một nơi để lang thang và chèo thuyền du ngoạn. |
| Vườn quốc gia Kahurangi             | 4.520 km²  | 1996                                | 41°15′N 172°7′Đ / 41,25°N 172,117°Đ           | Nằm ở phía tây bắc của đảo Nam, Kahurangi là hồ chứa nước ngoạn mục cung cấp nước cho nhiều hoạt động sinh hoạt. Địa hình cổ và hệ động thực vật độc đáo tạo thêm giá trị của vườn quốc gia lớn thứ hai tại New Zealand. |
| Vườn quốc gia các hồ Nelson         | 1.018 km²  | 1956                                | 41°49′9″N 172°50′15″Đ / 41,81917°N 172,8375°Đ | Một khu vực gồ ghề, miền núi trong khu vực Nelson. Nó kéo dài về phía nam từ bờ biển của khu vực rừng Hồ Rotoiti và Rotoroa tới Khu bảo tồn quốc gia Đèo Lewis. |
| Vườn quốc gia Paparoa               | 306 km²    | 1987                                | 42°5′N 171°30′Đ / 42,083°N 171,5°Đ            | Trên bờ biển phía Tây của đảo Nam giữa Westport và Greymouth. Nơi đây có khu vực núi đá và vùng chim tự nhiên nổi tiếng Punakaiki. |
| Vườn quốc gia Đèo Arthur            | 1.144 km²  | 1929                                | 42°57′N 171°34′Đ / 42,95°N 171,567°Đ          | Một khu vực gồ ghề với núi đá trải dài phân chia chính của dãy Alps phía Nam. |
| Vườn quốc gia Westland Tai Poutini* | 1.175 km²  | 1960                                | 43°23′N 170°11′Đ / 43,383°N 170,183°Đ         | Kéo dài từ đỉnh núi cao nhất của dãy núi phía Nam đến một bờ biển xa xôi hoang dã, vườn quốc gia bao gồm các sông băng, hồ nước và dày đặc những cánh rừng nhiệt đới, cũng như phần lịch sử còn lại của một thị trấn khai thác vàng dọc theo bờ biển. |
| Vườn quốc gia Aoraki/Núi Cook*      | 707 km²    | 1953                                | 43°44′N 170°6′Đ / 43,733°N 170,1°Đ            | Vườn quốc gia có ngọn núi cao nhất của New Zealand, Aoraki / Núi Cook (3,754 m) và sông băng dài nhất, Sông băng Tasman (29 km). Một điểm hấp dẫn cho leo núi, trượt tuyết và các chuyến bay chiêm ngưỡng các danh lam thắng cảnh với việc vườn quốc gia này là một khu vực có vẻ đẹp nổi bật và tự nhiên. |
| Vườn quốc gia Núi Aspiring*         | 3.555 km²  | 1964                                | 44°23′N 168°44′Đ / 44,383°N 168,733°Đ         | Một hệ thống phức tạp của phong cảnh núi non ấn tượng, bằng băng ở giữa vùng Núi Aspiring / Tititea (3,036 m), đỉnh núi đơn cao nhất của New Zealand. |
| Vườn quốc gia Fiordland*            | 12.519 km² | 1952                                | 45°25′N 167°43′Đ / 45,417°N 167,717°Đ         | Đây là vườn quốc gia lớn nhất ở New Zealand và cũng là một trong những vườn quốc gia lớn nhất thế giới, bao gồm các góc phía tây nam của đảo Nam. Sự hùng vĩ của cảnh quan, với các vịnh hẹp, hồ băng, núi và các thác nước, làm cho nó trở thành một điểm đến du lịch phổ biến nhất tại New Zealand. |
| Vườn quốc gia Rakiura               | 1.500 km²  | 2002                                | 46°54′N 168°7′Đ / 46,9°N 168,117°Đ            | Chiếm khoảng 85% Đảo Stewart / Rakiura, đây là vườn quốc gia mới nhất của New Zealand. |

* – Một phần của Di sản thế giới.
Khu vực trung tâm rừng Waipoua, phía bắc Dargaville, đã được đề xuất với tên gọi vườn quốc gia Kauri. Khu vực có chứa hầu hết loài kauri còn lại của New Zealand, bao gồm cả cây kauri lớn nhất, Tāne Mahuta. Dưới các tán rừng kauri cũng là nơi trú ẩn cho các loài đang bị đe dọa bao gồm cả loài chim Kiwi nâu đảo Bắc. Đề xuất này hiện đang được nghiên cứu bởi Cục Bảo tồn.